# Slesiani
Gli slesiani (slesiano slavo: Ślůnzoki, tedesco slesiano: Schläsinger, polacco: Ślązacy, tedesco: Schlesier, ceco: Slezané) sono un gruppo etnico che vive nella regione polacca dell'Alta Slesia (2 milioni, dei quali 817.000 si sono dichiarati di nazionalità slesiana), nella Repubblica Ceca (diverse centinaia di migliaia, dei quali 12.231 si sono dichiarati di nazionalità slesiana) e anche in Germania (piccola minoranza). Gli slesiani parlano la lingua slesiana, appartenente al gruppo delle lingue slave.
A seguito dell'obbligo di dichiarare la nazionalità del paese ospitante o quella di provenienza, parte degli slesiani residenti nei suddetti stati ha dichiarato la nazionalità slesiana (817.000 persone in Polonia, la maggior parte dei quali dichiarati contemporaneamente alla nazionalità polacca, è possibile dichiarare due nazionalità , 44.446 nel 1991 in Cecoslovacchia, 12.231 nel 2011 in Repubblica Ceca). Nonostante il fatto che tante persone si considerino slesiane, il parlamento della Polonia li etichetta come "un gruppo regionale che vive in Slesia".